# Poșta Română
Poșta Română (en rumano: "correo rumano") es el operador nacional de los servicios postales de Rumanía. Es el único proveedor de servicios universal a cualquier lugar del territorio rumano desde 2013 por decisión de la ANCOM (Autoridad Nacional para Gestión y la Regulación de las Comunicaciones).
Poșta Română es propiedad del estado rumano, representado por el Ministerio de Comunicaciones y de la Sociedad de la Información (75% del capital) y de Fondul Proprietatea (25% del capital).

## Servicio
Es el único proveedor de servicios universal a cualquier lugar del territorio rumano desde 2013 por decisión de la ANCOM (Autoridad Nacional para Gestión y la Regulación de las Comunicaciones). Esta decisión se tomó de oficio, pues «ninguna otra compañía presentó una oferta que satisficiera las condiciones formales de admisión para ser designada como proveedora de servicios universales del sector de los servicios postales».
Poșta Română es el mayor operador de este tipo en Rumanía y tiene una red territorial de más de 5.500 oficinas de correos.  La compañía tiene como propósitos de actividad:
- Servicios postales.

- - Servicios postales de base.

- - Servicios postales diferentes de los de base.

- Publicación, edición, marketing y sellos postales

- Otros servicios relativos a los anteriormente mencionados y cualquier otra actividad en el sentido de la legislación aplicable.

Poșta Română es el único accionista de Romfilatelia, una sociedad especializada en los sellos y en el comercio filatélico rumano.
A finales de 2014, Poșta Română contaba con más de 27.000 empleados, de los que más de 11.000 eran factores postales.
En 2014, Poșta Română inauguró su propia compañía de seguros, el corredor de seguros Poșta Română, una empresa legalmente separada autorizada por las autoridades de supervisión financiera, con un accionista único, Poșta Română. El Corredor de Seguros de Rumania actúa como intermediario en "seguros generales, desde MTPL hasta pólizas de salud".

## Historia

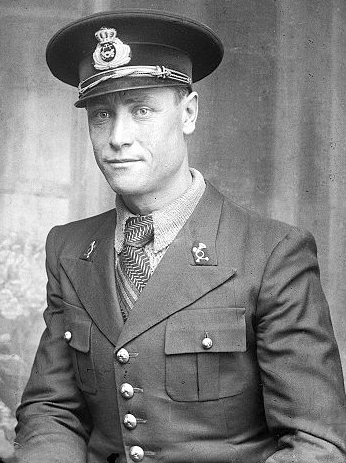
Trabajador de Poșta Română de uniforme, entre 1931 y 1941.

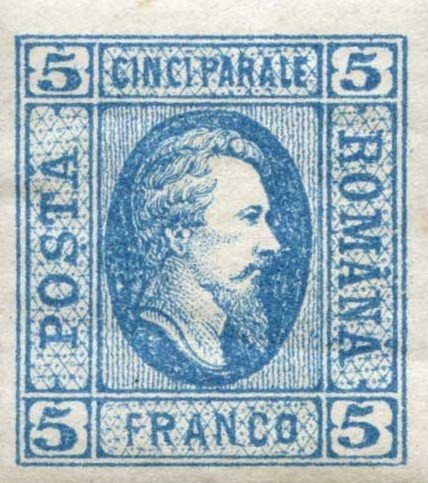
Sello de 1865 de la Poșta Română.

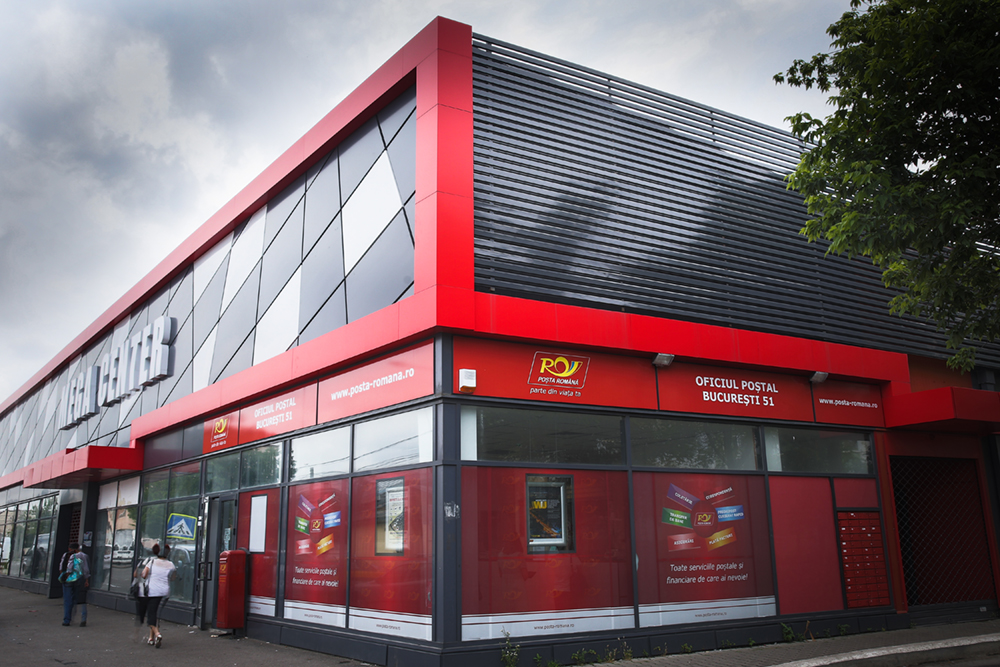
Oficina postal nº51 de Bucarest.

El correo en Rumanía se conoce desde la Edad Media. Nació de la necesidad de extender las órdenes de los soberanos hasta los límites del territorio que poseían. Los mensajeros de los soberanos usaban caballos, que les entregaban diligentemente los habitantes de los pueblos y ciudades transitados.
El primer documento que acredita la existencia de servicios postales en tierras de lengua rumana fue La Carta emitida por el soberano Mircea el Viejo, en 1399, en Giurgiu. Según este documento las localidades debían proporcionar a los correos reales medios de transporte, caballos y carros de dos ruedas, llamados remonte.
Al principio, el correo se basaba principalmente en el transporte de viajeros y correo oficial de los señores y soberanos. Después de 1850, en las ciudades administrativas las estaciones postales urbanas se convirtieron en oficinas de correos. En ese momento, había 30 rutas postales, con estaciones postales, teniendo a Craiova como centro común. En 1852 se organiza el servicio de correo para particulares, bajo la supervisión del Ministerio de Finanzas.
El 23 de julio de 1862, se emitió el Decreto 527 relativo a la unificación de las administraciones postales de Moldavia y Valaquia, a partir del 1 de agosto de 1862. Tras la unificación, la dirección de la dirección general se confía a Panait Sevescu, quien también había estado administrando la sucursal de Muntenia desde diciembre de 1860.

## Sucursales
Poșta Română está organizada en 41 oficinas postales distritales y en dos ramas: la Fábrica de Sellos postales y la Filial de los Servicios Expresos. Hay siete centros de tráfico regional en el país

## Relaciones internacionales
A lo largo de los años, Poșta Română ha desarrollado una política activa destinada a fortalecer la cooperación y las asociaciones a diferentes niveles.
Poșta Română es miembro fundador de la Unión Postal Universal (UPU) desde su fundación en 1874.  En 2004, Rumanía organizó el 23º Congreso de la UPU, un evento que estableció la política y la estrategia para la actividad postal internacional en una época de rápidos cambios en el negocio postal mundial. Entre 2004 y 2008, Rumanía ocupó la presidencia del consejo de administración de la UPU contribuyendo de esta manera al proceso de toma de decisiones sobre el futuro de los servicios postales.
Poșta Română fue también miembro fundador de PostEurop (Asociación de Operadores Postales Públicos Europeos) en 1993 y participó activamente en sus actividades participando en varios proyectos europeos, contribuyendo al trabajo de varios comités y grupos de trabajo de Posteurop y facilitando la organización de dos Asambleas Plenarias PostEurop en Bucarest en 1996 y 2004.